# 이한복 (화가)
이한복(李漢福, 1897년~1944년 5월 20일)은 한국의 서화가, 교육자이다. 진명여고 교사로 근무했다. 호는 수재(壽齋)·무호(無號)이며, 본관(本貫)은 전의(全義)이다. 창씨개명한 이름은 후쿠하라 쓰네오(福原庸夫)이다. 다른 이름은 이한복(李韓福)이다. 낙관(落款)에는 이복(李福)이라는 이름도 사용했다.

## 생애
연기군 전의면 출신으로 후일 서울 궁정동에서 살았다. 일찍이 조소림·안심전의 문하에서 서화를 배웠으며, 경성서화미술원에 입학, 수학했다. 1919 서화협회 회원이 되었다. 같은 해 일본으로 건너가 도쿄 미술학교(東京美術學校) 동양화과에서 수학하였다. 1922년 제3회 선전에서는 2등상을 수상했다. 1923년 동경미술학교 졸업하고 서울로 돌아왔다. 서화협회(書怜協會)에 가입, 회원이 되고 1921년 서화협회 전람회에 출전하였다. 1926년에서 1929년 사이에 제4,5,6,8회 선전에도 출품, 특선 7회를 기록하였다. 1925년 서울 기독교청년회관(YMCA)에 미술과가 설치되자, 동양화부 실기를 맡아 지도하였다. 1930년 이후 진명여자고등학교(進明女高) 교사로 재직했다.
그는 그림뿐 아니라 글씨도 잘 썼는데, 서도는 오창석의 전서를 본받았으며, 특히 화조(花鳥)를 잘 그렸고 서화 감식에도 능하였다. 작품으로 〈춘난〉(春暖), 〈산수도〉, 〈비파란도〉,〈절지도〉 등이 있다.
1944년 5월 20일 성대병원에 입원 중 심병으로 사망하였다.

## 가족 관계
- 아들 : 이재병(李載丙)

## 참고 자료
- 이것까지 바꿀 만큼 '추사광'이었던 화가 오마이뉴스 2018.11.01.